# Petr Grund
Petr Grund (* 29. September 1970) ist ein ehemaliger tschechischer Fußballspieler. Er war in der Abwehr aktiv und absolvierte für den FC Erzgebirge Aue mehr als 100 Spiele in der Regionalliga und der 2. Bundesliga.

## Karriere
Zur Saison 1999/2000 wechselte er von FK Chmel Blšany in Tschechien zum deutschen Regionalligisten FC Erzgebirge Aue. In der Regionalliga Nordost debütierte er am 25. September 1999 im Team von Trainer Gerd Schädlich beim Spiel gegen den EFC Stahl. In der Saison 2002/03 stieg er mit den Veilchen als Meister der Regionalliga Nord in die 2. Bundesliga auf. Grund hatte dabei als Mannschaftskapitän unter anderem mit drei direkt verwandelten Eckbällen seinen Anteil. Für den FC Erzgebirge Aue war es der erste Aufstieg in die 2. Bundesliga. Nachdem er in der 2. Bundesliga aber nur achtmal eingesetzt wurde, verließ Grund den FC Erzgebirge Aue zur Saison 2004/05 und schloss sich dem FC Oberlausitz Neugersdorf an, welcher in der viertklassigen Oberliga Nordost spielte. Nach nur einer Halbserie verließ er den Verein und schloss sich dem Ligakonkurrenten VFC Plauen ann. Am Ende der Saison verpasste der VFC Plauen als Zweiter hinter dem FC Carl Zeiss Jena den Aufstieg in die Regionalliga Nord. In der darauffolgenden Saison wurde er nur am ersten Spieltag gegen den 1. FC Magdeburg eingesetzt und ließ seine Karriere in seiner tschechischen Heimat ausklingen.
Nach seiner aktiven Laufbahn wurde er Nachwuchstrainer beim 1. FK Příbram.

## Erfolge
- Meister in der Regionalliga Nord: 2002/03
- Aufstieg in die 2. Bundesliga: 2002/03